# Araruama
Araruama är en stad och kommun i sydöstra Brasilien och ligger i delstaten Rio de Janeiro. Kommunens befolkning uppgick år 2014 till cirka 120 000 invånare. Araruama ligger vid Araruamalagunen.

## Administrativ indelning
Kommunen var år 2010 indelad i fem distrikt:
- Araruama
- Iguabinha
- Morro Grande
- Praia Seca
- São Vicente de Paula